# Hotchkiss et Cie
Hotchkiss et Cie (nombre completo original en francés: Société Anonyme des Anciens Etablissements Hotchkiss et Cie.) fue un fabricante de armas y constructor de automóviles francés, que produjo vehículos civiles desde 1904 hasta 1954 y vehículos militares hasta 1969.

## Historia

### Benjamin Berkeley Hotchkiss

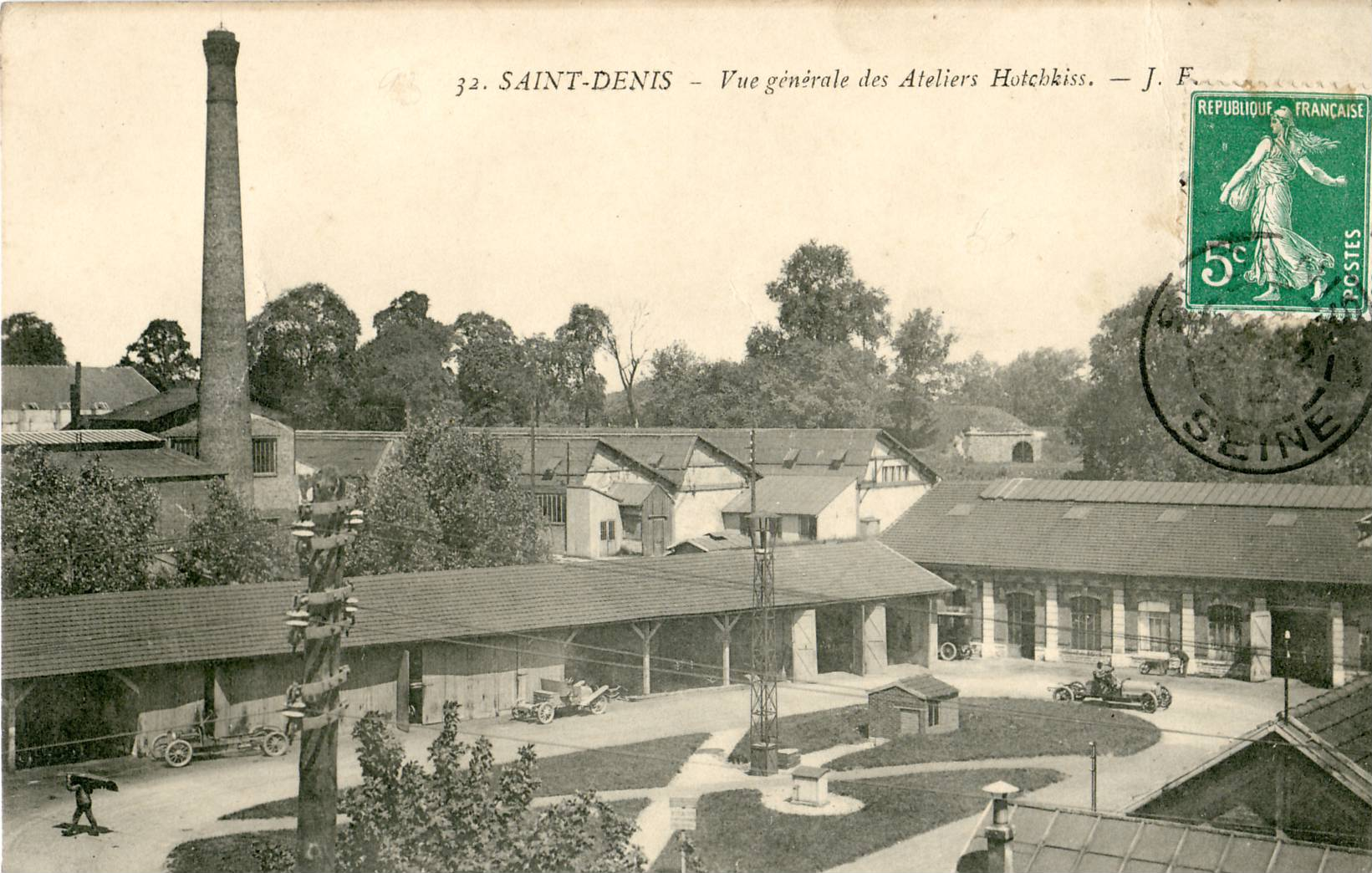
La fábrica de Saint Denis a comienzos del.

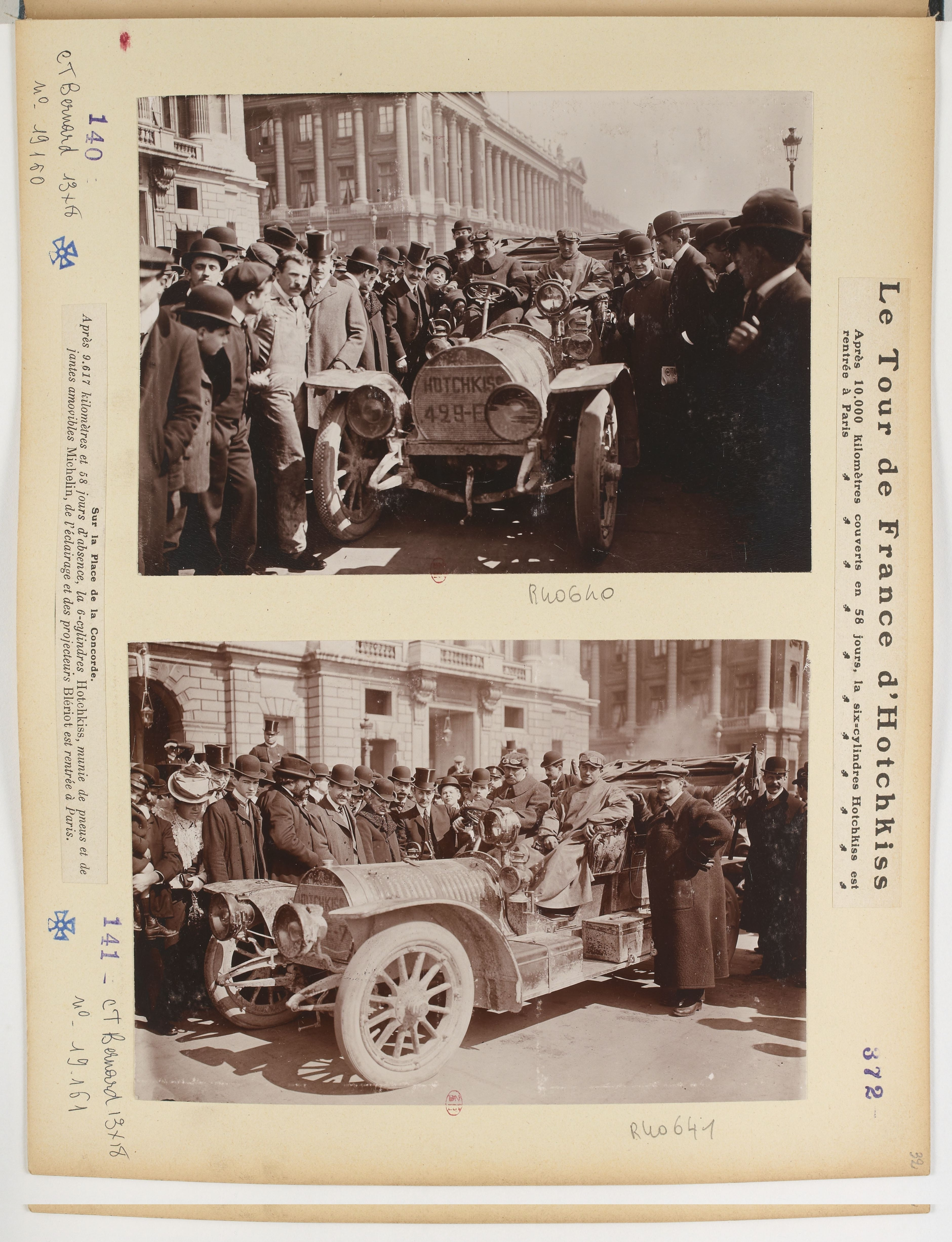
"El Tour de Francia de Hotchkiss": 10.000 km en 58 jornadas (1906).

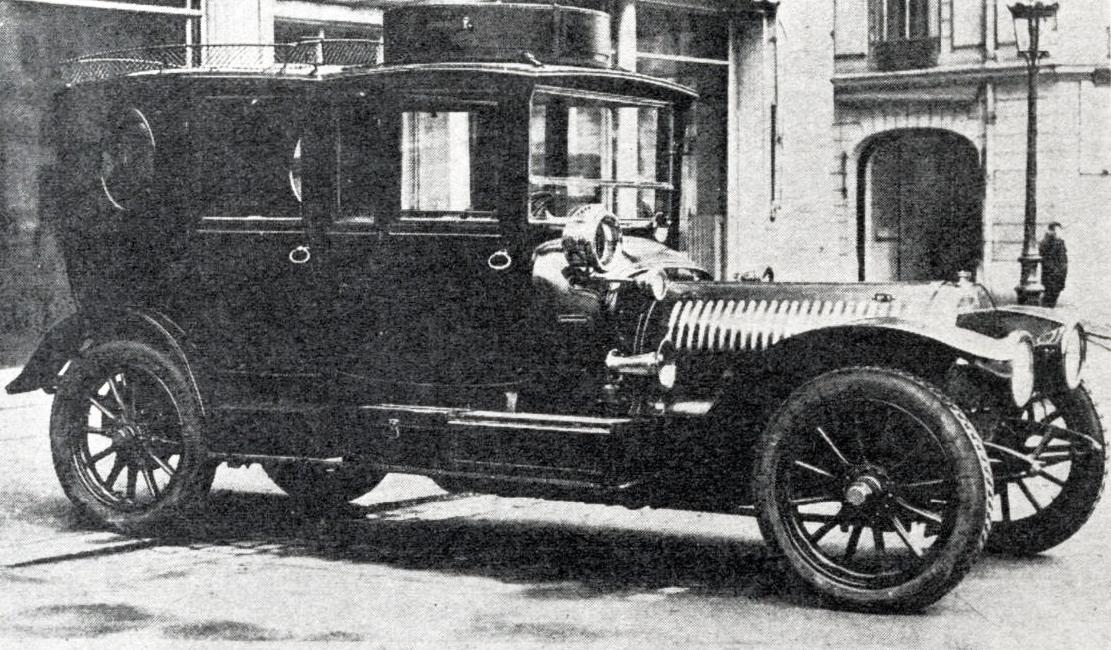
El primer seis cilindros Hotchkiss saliendo de la fábrica (mismo año de 1906 y rodando 25 años después).

Benjamin Berkeley Hotchkiss (1826-1885) fue un ciudadano estadounidense nacido en Watertown en Connecticut. Siendo un ingeniero de talento en el campo del diseño de armas de fuego, no pudo hacer que el Ejército de los Estados Unidos se interesase por sus ideas, y decidió trasladarse a Francia en 1867, donde creó la compañía que lleva su apellido: Hotchkiss, establecida en la carretera de Gonesse a Saint-Denis, una filial de la compañía de fabricación de armas y municiones que había fundado en 1855. Más adelante se mudó a Viviez, cerca de Rodez, para fabricar cajas metálicas justo antes de que estallara la Guerra franco-prusiana de 1870. Dos cañones cruzados, coronados por una granada en llamas, todos rodeados por un cinturón cerrado con bucles, constituyen su emblema, un diseño casi idéntico al de la insignia militar del Arma de Artillería de los Estados Unidos.
Se inauguró una nueva fábrica en Saint-Denis en 1875, y gracias a las patentes que registró desde su instalación en Francia, la compañía prosperó notablemente.
La fábrica producía armas y explosivos, y se convirtió rápidamente en proveedor oficial del ejército francés. Benjamin Berkeley Hotchkiss murió en 1885, pero la compañía continuó con el desarrollo de una ametralladora automática. El primer modelo se fabricó en 1892 y fue adoptado por el ejército francés en 1897. Después de algunas modificaciones y mejoras, el modelo se convirtió  en la pistolet Hotchkiss, una de las ametralladoras pesadas estándar (accionada por los gases liberados por la pólvora de las balas) utilizadas por Gran Bretaña, Francia y Japón. A principios del siglo XX, la sociedad, que seguía siendo muy rentable, se diversificó y comenzó a fabricar componentes para automóviles y luego vehículos completos. Hotchkiss se convertiría en una de las compañías de ingeniería mecánica y automotriz más grandes e importantes de Francia.

### La marca

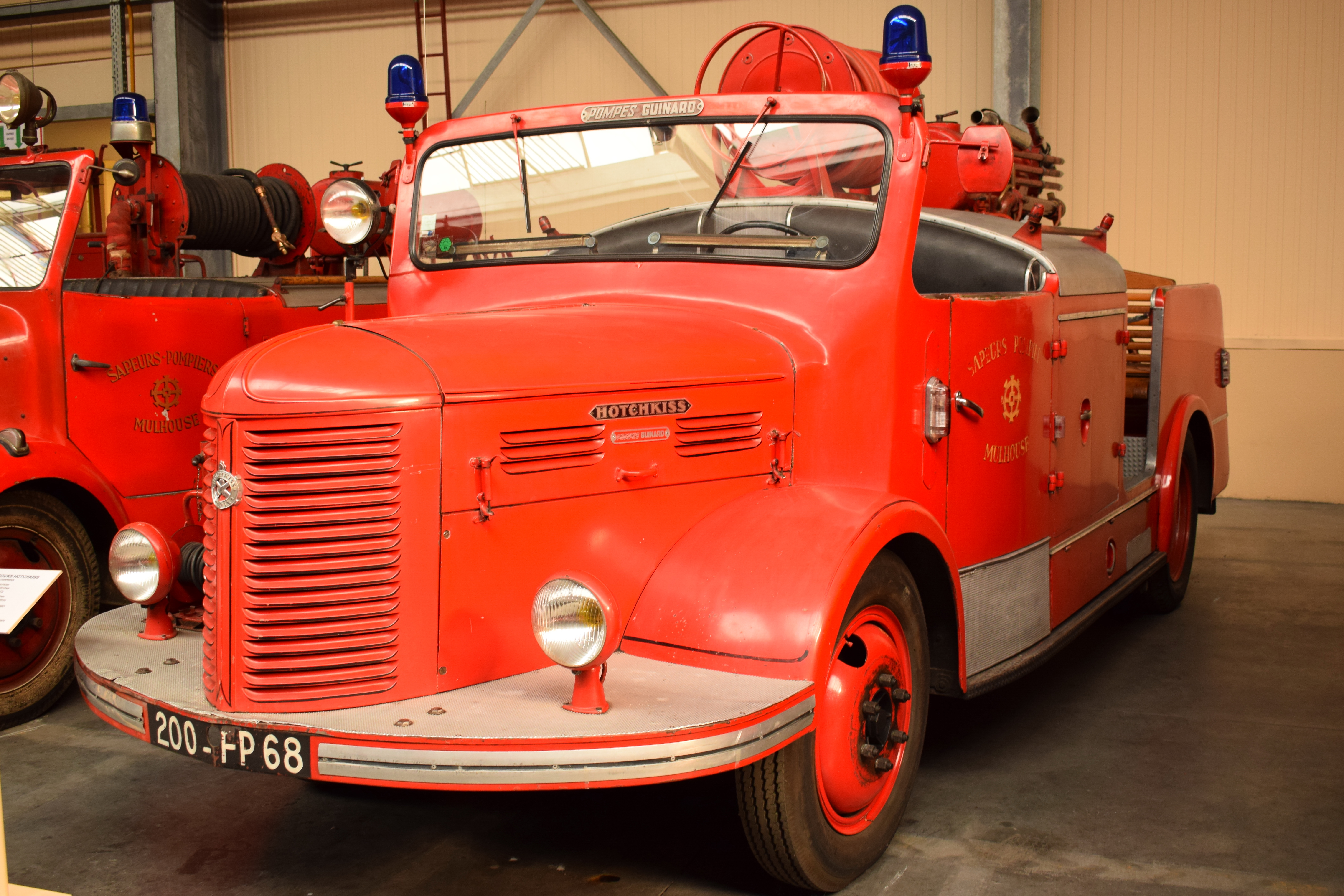
Camión de bomberos PL50.

Paralelamente a la fabricación de armas, la compañía estaba interesada en la mecánica en general y, desde 1901, fabricó por encargo elementos mecánicos para varios clientes, incluidas fábricas de automóviles como Panhard y De Dion-Bouton. Esto le dio a la gerencia la idea de iniciarse en la industria automotriz. La compañía contrató a Georges Terrasse, que había trabajado en Mors, y al inglés H.M. Ainsworth, que pasó a dirigir la división automotriz entre 1923 y 1952.
En 1902, mientras continuaba con la fabricación de armas, Hotchkiss comenzó a subcontratar piezas de automóviles. En 1904, construyó sus primeros chasis con motores de 20 CV, y preparó un modelo de competición, el tipo E,  con casi 18 litros de cilindrada.
En el Salón del Automóvil de París de 1922, Hotchkiss lanzó el AM 12 CV y adoptó el eslogan "El automóvil del justo medio" («La voiture du juste milieu») a mediados de la década de 1920. De hecho, la marca se ganó el favor de una clientela burguesa y adinerada, que buscaba la comodidad y la discreción.
A partir de la crisis de 1925, se lanzó una nueva línea de motores con árbol de levas en cabeza. Estos motores de 4 o 6 cilindros fueron producidos con algunas evoluciones técnicas hasta 1954: los de 4 cilindros y 2.3 litros (13 CV) instalados en la serie AM2; y los de 6 cilindros y 3 litros (17 CV) o 3.5 litros (20 CV) eran utilizados en el AM80.
A partir del Salón de 1934 se comenzó a sentir la influencia de la aerodinámica en el automóvil, adoptándose rejillas del radiador ligeramente inclinadas y carrocerías de líneas suaves y fluidas.
En 1936, la firma presentó un camión de 2 toneladas con motor de 4 cilindros de 2.3 litros y 62 caballos. En agosto de ese mismo año, las fábricas de armas de Levallois-Perret y Clichy fueron nacionalizadas por el gobierno del Frente Popular.
En el Salón 1937, para diversificar su gama, Hotchkiss, que había comprado Amilcar a finales de 1936, exhibió el Amilcar Compound. Fue un prototipo estudiado por el ingeniero Jean Albert Grégoire con el apoyo de Aluminium French. El automóvil moderno (con tracción delantera, ruedas independientes, chasis de aleación ligera...), era mucho más caro que sus competidores, de forma que no pudo imponerse en el mercado.
Durante la Segunda Guerra Mundial, solo se continuó fabricando la furgoneta Amilcar Compound y el coche eléctrico Tudor de la Compagnie générale d'électricité. Bajo los auspicios del COA (Comité Organizador del Automóvil), Peugeot tomó una participación sustancial en el capital de Hotchkiss a finales de julio de 1942.
Tras la Liberación de Francia, los prestigiosos vehículos Hotchkiss volvieron a ocupar su lugar en las comitivas oficiales. Para el lanzamiento de sus viajes a París, el general Charles de Gaulle exigía un automóvil descapotable de origen francés, un Hotchkiss conseguido no sin dificultades por su gabinete personal.
|  |  |  |  |
|  |  |  |  |

Después de la guerra, Hotchkiss reanudó lentamente sus actividades modificando el camión de dos toneladas para convertirlo en el PL20 (con una nueva cabina completamente de acero, nuevo chasis y frenos hidráulicos) y motores de 13 y de 20 CV. En el Salón de París de 1950, los dos modelos 864 S49 y 686 S49 «Artois»' fueron reemplazados por el 1350 y el 2050 «Anjou», que mantenían la misma mecánica pero con una nueva carrocería.
En el Salón de 1951 se exhibió el Hotchkiss Grégoire. El ingeniero Jean Albert Grégoire todavía fue capaz de persuadir a la fábrica para que construyesa su prototipo, el Grégoire R, con soluciones técnicas muy modernas (motor plano de 4 cilindros, 4 ruedas independientes, suspensión de flexibilidad variable y chasis de aleación ligera), que era todo lo contrario de los diseños tradicionales de Hotchkiss. La relación entre peso y potencia muy favorable y el bajo coeficiente aerodinámico Cx aseguraban un buen rendimiento y un consumo moderado. Este automóvil estaba unos 15 años por delante de su época, pero su industrialización resultó costosa y difícil, con el problema añadido de un alto precio de venta, lo que forzó al cese de la producción después de tan solo 247 unidades construidas (números de serie del 500 al 747), lo que lo convierte en uno de los automóviles más raros que se hayan producido. Esta aventura agravó las dificultades financieras de Hotchkiss y, poco después de la fusión con Delahaye a finales de julio de 1954, Hotchkiss abandonó la construcción de automóviles de pasajeros. El último modelo, el Monceau, carrozado por Chapron, con el motor 20 CV nunca llegó a venderse (solo se conservan dos ejemplares).
En 1956, Hotchkiss se fusiona con New Brandt y se convierte en Hotchkiss-Brandt. En el otoño, apareció el camión PL50 (5 toneladas P.T.C.), versión modernizada del PL25 de 1952, con proyectores integrados y motor de 2.3 litros y 70 CV. Desde 1954, estuvo disponible un bloque de 6 cilindros en la versión para los coches de bomberos. El modelo "H 6 G 54", que equipó todos los cuarteles de la brigada de bomberos de París, permaneció en servicio hasta el final de los años 1970.
En mayo de 1963, Hotchkiss firmó un acuerdo de comercialización con Leyland Motor Corporation que duró hasta el final de 1967 para vender sus camiones en Francia. En 1964, los últimos camiones Hotchkiss PL60/DH60  de seis toneladas son los primeros camiones franceses equipados con una cabina basculante. Con una carga útil de 3.7 a 5.7 toneladas, la gama de nuevos modelos de cabina avanzada utiliza motores de gasolina de 3.5 litros (115 caballos) o diésel (91 caballos) con transmisión mecánica y una caja de cambios con 4 o 5 velocidades.
La planta continuó produciendo camiones Hotchkiss hasta 1969, y el nombre sobrevivió para la producción militar antes de convertirse en 1966 en la compañía Thomson-Houston Hotchkiss-Brandt, tras la fusión de Thomson-Houston y Hotchkiss-Brandt y Thomson-CSF en 1971. Los vehículos militares de la marca Thomson-CSF mantuvieron el emblema de la barra cruzada unido al de Thomson.
El nombre Hotchkiss-Brandt se usó para la producción de morteros y el de Hotchkiss-Brandt-Sogème para el departamento de máquinas clasificadoras.

## Hotchkiss y la competición

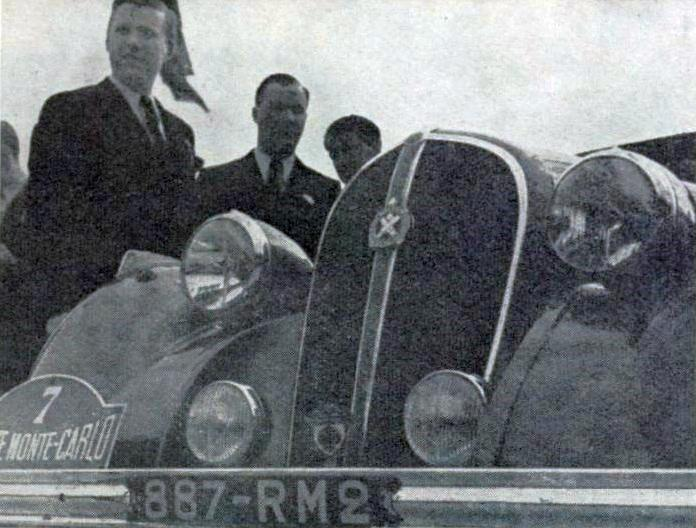
Trévoux (izquierda) y Lesurque (derecha), en la llegada del Rally de Montecarlo (1939).

- Hotchkiss comenzó a darse a conocer a través de grandes promociones nacionales de sus automóviles: un Tour de Francia con un seis cilindros conducido por Blériot en 1906, y un segundo recorrido con otro seis cilindros pilotado por Van Marcke en 1907.[18] Este último se enlazó durante el mismo año con una gira por Inglaterra.[19]
- Después de tres victorias consecutivas de la marca en el Rally de Montecarlo (Maurice Vasselle en 1932 y 1933; y Louis Gas en 1934) con un AM 2 (después AM 80S), y con el 686 GS de chasis corto ("Grand Sport" modelo Riviera) equipado con el nuevo motor para la prueba París-Niza, presentado en el Salón de París de 1935. Este modelo ganó el rally de Montecarlo en 1939[20] y en 1949 con Jean Trévoux, ya ganador en 1934 como copiloto, y con Edmond Mouche segundo. Todavía se ganó por última vez en 1950, quince años después de su lanzamiento, con Marcel Becquart al volante.
- Hotchkiss también ganó el Critérium París-Niza en 1929 con cinco coches igualados en la categoría 12CV, luego en 1934 con Jean Trévoux en el modelo de 3.5 litros, el último piloto que aún terminó con el Grand Sport Tipo 686 la prueba París-Niza-Monte-Carlo, siendo segundo en 1935 y tercero en 1937 y 1938.
- En 1935, la marca ganó en la Coupe de l'Auto, la Copa Brisson (mejores tiempos en las pruebas francesas de velocidad y montaña), la Copa E. Mahe (el mejor tiempo sin compresor en la costa de La Turbie ), y el Premio del ACIF.[21]
- En 1937, Trévoux ganó, esta vez para Hotchkiss, la tercera edición del Rally de Marruecos con Marcel Lesurque.
- En 1939, Trévoux también ganó la última edición de la prueba Lieja-Roma-Lieja antes de la guerra, con el 686 GS de 3.5 litros.
  - Este piloto también obtuvo algunos segundos puestos con la marca, como en el GP de Turismo de Argel y en el GP de la RACB de las 10 Horas de Spa-Francorchamps en 1934 en la categoría de 3.5 litros, y especialmente en Monte Carlo 1938 con el 686 GS (el coche todavía es tercero en 1937 con Ion Zamfirescu, el ganador de 1936).
  - En 1939, Yvonne Simon y Suzanne Largeot obtienen la Copa de las Damas con el 686 GS de 3.5 litros, siendo octavas en la general).
- En 1946, Robert Huguet ganó la Copa Clase Ilimitada en el noveno y último Rally de los Alpes Franceses (Copa de los Alpes al año siguiente) en un 20CV.[22]
- En 1950, Henri Peignaux y Bidu ganaron el Rally del Mont-Blanc con el Hotchkiss 686 GS.[23]
- Finalmente, en mujeres, Yvonne Simon ganó el Rally París-Saint-Raphaël femenino en 1939 con el 686 GS de 3.5 litros. Fue segunda en 1937, después de ganar la "Copa de las Damas" de Monte Carlo en enero del mismo año, asociada con la señorita Largeot.
- En los circuitos, "La marca Hotchkiss tiene un historial sólido y glorioso en su haber. En velocidad, batió muchos récords mundiales en Montlhéry".[24]
- Los competidores directos de los 686 GS en el mercado francés fueron el Delahaye 135 (la marca compró Delage en 1935 y fue adquirida por Hotchkiss en 1954), el Bugatti 57, Salmson S4 E o el Talbot-Lago Baby. El 686 GS era impulsado por un motor de 3489 cm3 de 6 cilindros con árbol de levas en cabeza, capaz de desarrollar 130 caballos. Estaba equipado con frenos hidráulicos y suspensiones Grégoire, y una transmisión automática electromagnética opcional de la marca Cotal.

## Vehículos
- Primeros modelos:
  - Hotchkiss 17CV: 1903
  - Hotchkiss 20-24CV: 1904
  - Hotchkiss HH: 1906
- 1910-1914:
  - Hotchkiss 12-16CV: 1910-1914
  - Hotchkiss 16-20CV: 1910-1913
  - Hotchkiss 20-30CV: 1910-1914
  - Hotchkiss 40-50CV: 1910-1914
  - Hotchkiss AD: 1913-1914
- 1920-1933:
  - Hotchkiss AH: 1920-1923
  - Hotchkiss AF y AL: 1920-1924
  - Hotchkiss AK: 1921
  - Hotchkiss AM y AM2: 1924-1932
  - Hotchkiss AM80: 1928-1933
- 1933-1948:
  - Hotchkiss 411, 412, 413, 415 y 480/486: 1933-1937
  - Hotchkiss 614, 615, 620 y 680/686: 1933-1939
  - Hotchkiss 864: 1937-1940
  - Hotchkiss 866: 1946-1948
- Últimos modelos:
  - Hotchkiss Artois: 1948-1950
  - Hotchkiss Grégoire: 1950-1953
  - Hotchkiss Anjou: 1950-1954
  - Hotchkiss Anthéor: 1950-1954
  - Hotchkiss Agay: 1954
  - Hotchkiss Monceau: 1954

## Vehículos militares
- Tanque ligero Hotchkiss H35
- Tanque ligero Hotchkiss H38, que es en realidad una variante del anterior
- Tanque ligero Hotchkiss H39 (ídem)
- Los blindados Hotchkiss TT 6 y Hotchkiss CC 2 son vehículos diseñados en 1950 para el Ejército francés y adoptados masivamente con el nombre Schützenpanzer Kurz por el Bundeswehr en 1956.[25] Es uno de los mayores éxitos de exportación de la industria militar francesa en aquel momento, con más de 2600 unidades fabricadas, 600 con licencia en Alemania.[26]

## Hotchkiss y el Jeep
- En 1946, Hotchkiss se asoció con Willys-Overland Export Corporation para la venta y distribución en Francia del Jeep CJ 2A y luego del CJ 3A.

- En 1952, Willys otorgó a Hotchkiss la licencia para fabricar y comercializar piezas de repuesto para los mercados militares y civiles, y más adelante licenció la construcción de todo tipo de vehículos producidos por Willys-Overland. El primer modelo montado fue el JH101.

- Ya en 1955, se inició una línea de fabricación y ensamblaje en la factoría de Saint-Denis en el número 32 del bulevar de Ornano. El ejército francés reinició la producción de los Jeep después de las pruebas fallidas del "programa francés de vehículos de trabajo ligero fuera de carretera" (VLR Delahaye, VSP Peugeot ...) El primer pedido fue por 465 vehículos, bajo la denominación "Jeep Hotchkiss license MB ". De hecho, estos vehículos eran prácticamente idénticos a los modelos estadounidenses.

- La producción se realizó en la fábrica de Stains. Después de algunas mejoras en julio, los Jeeps recibieron el nombre de "M201 licence MB" y se produjeron 27.614 unidades. Aparte de los 24 vehículos destinados a la administración, la totalidad de la producción estaba destinada al ejército. También se produjeron 5554 vehículos del tipo civil (JH 101, JH 102 y HWL).

- En 1960, a partir del chasis 08961, se produjo Mle M201-24 V.

- En 1962, el Jeep se ofreció con un motor diésel Indenor 85 XD P4.

- A finales de 1966, los contratos expiraron y la producción se detuvo.

- En el año 2000, se reformaron los últimos M201-24 V.

### Versiones armadas del Hotchkiss M201
Durante la guerra de Argelia, el Ejército equipó algunos de sus M201 con cañones sin retroceso de 75 mm y luego con piezas de 106 mm (M40 US). Al final de los años 1960, algunos de los M201 estaban armados con misiles antitanque SS10 guiados por cable. En 1976 apareció el M201 MILAN; cada vehículo llevaba tres misiles.

### Ficha técnica del Hotchkiss M201
- Años de producción: 1956-1967
- Longitud/anchura/altura (en m): 3,37/1,57/1,72
- Masa: 1,06 t
- Motor: 4 cilindros en línea de gasolina de 52 CV
- Velocidad máxima: 105 km/h
- Autonomía en carretera: 400 km

## Armamento

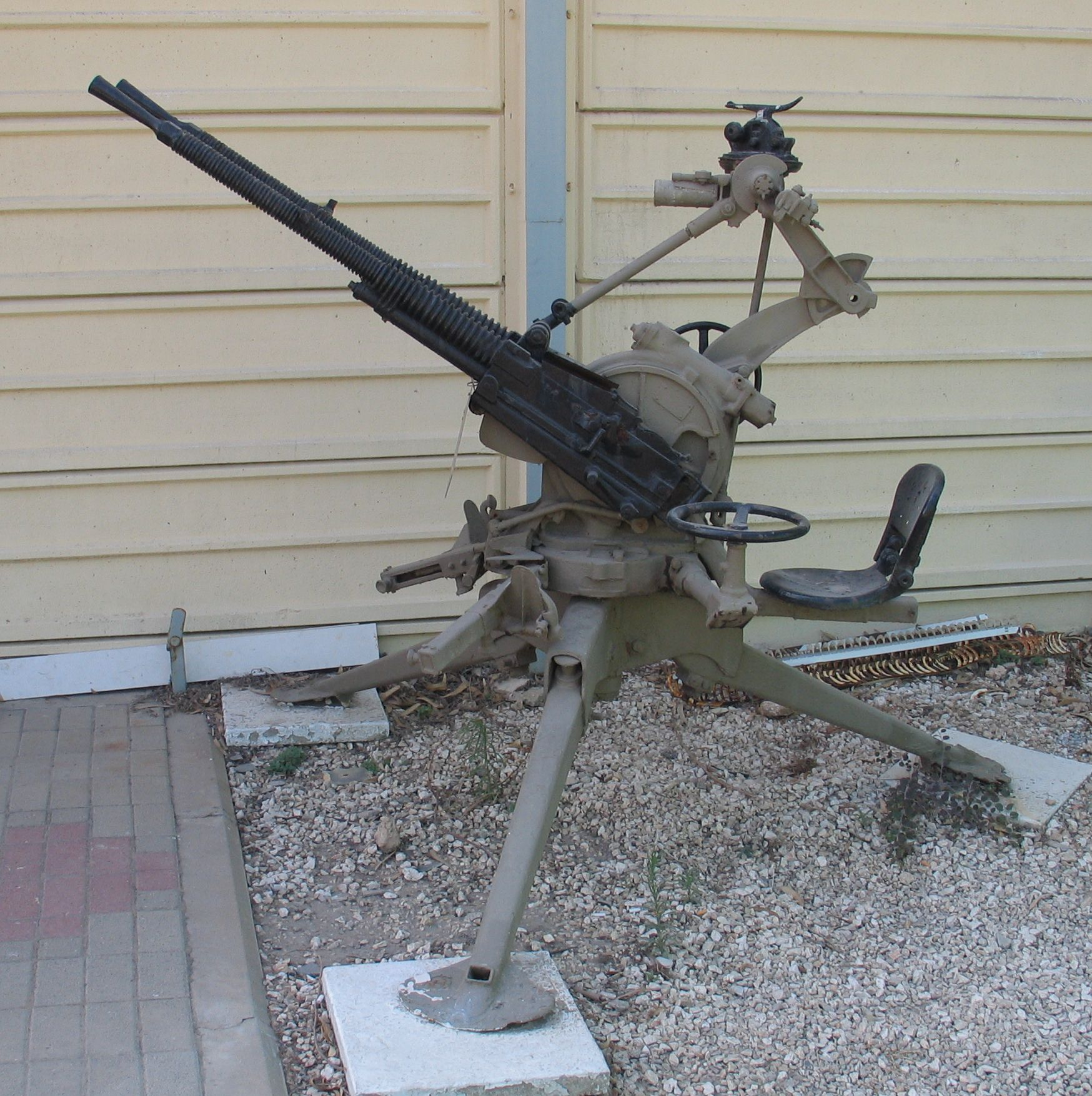
Batería doble con ametralladoras Hotchkiss M1929 de 13,2 mm.

- Ametralladora media Hotchkiss modelo 1914
- Ametralladora ligera Hotchkiss M1922
- Ametralladora pesada Hotchkiss M1929 13,2 mm
- Cañón antitanque Hotchkiss 25 mm
- Cañón automático Hotchkiss 25 mm
- Tanque ligero Hotchkiss H35

## Emblema
El emblema se asemeja a la insignia militar del "Arma de Artillería" estadounidense, de acuerdo con la tradición de la marca en la fabricación de armas. Incluye dos cañones cruzados con una granada encima, orlados por un cinturón con las palabras "Hotchkiss Paris".